# 梅基諾克鎮區 (北達科他州大福克斯縣)
梅基諾克鎮區（英語：Mekinock Township）是位於美國北達科他州大福克斯縣的一個鎮區。

## 地方資料
梅基諾克鎮區的面積為94.45平方千米，皆為陸地。根據2020年美國人口普查的數據，當地共有人口2177人，而人口密度為每平方千米23.05人。